# Mucropetraliella magnifica
Mucropetraliella magnifica is een mosdiertjessoort uit de familie van de Petraliellidae. De wetenschappelijke naam van de soort is voor het eerst geldig gepubliceerd in 1884 door Busk.